# Ärkeängeln Gabriel

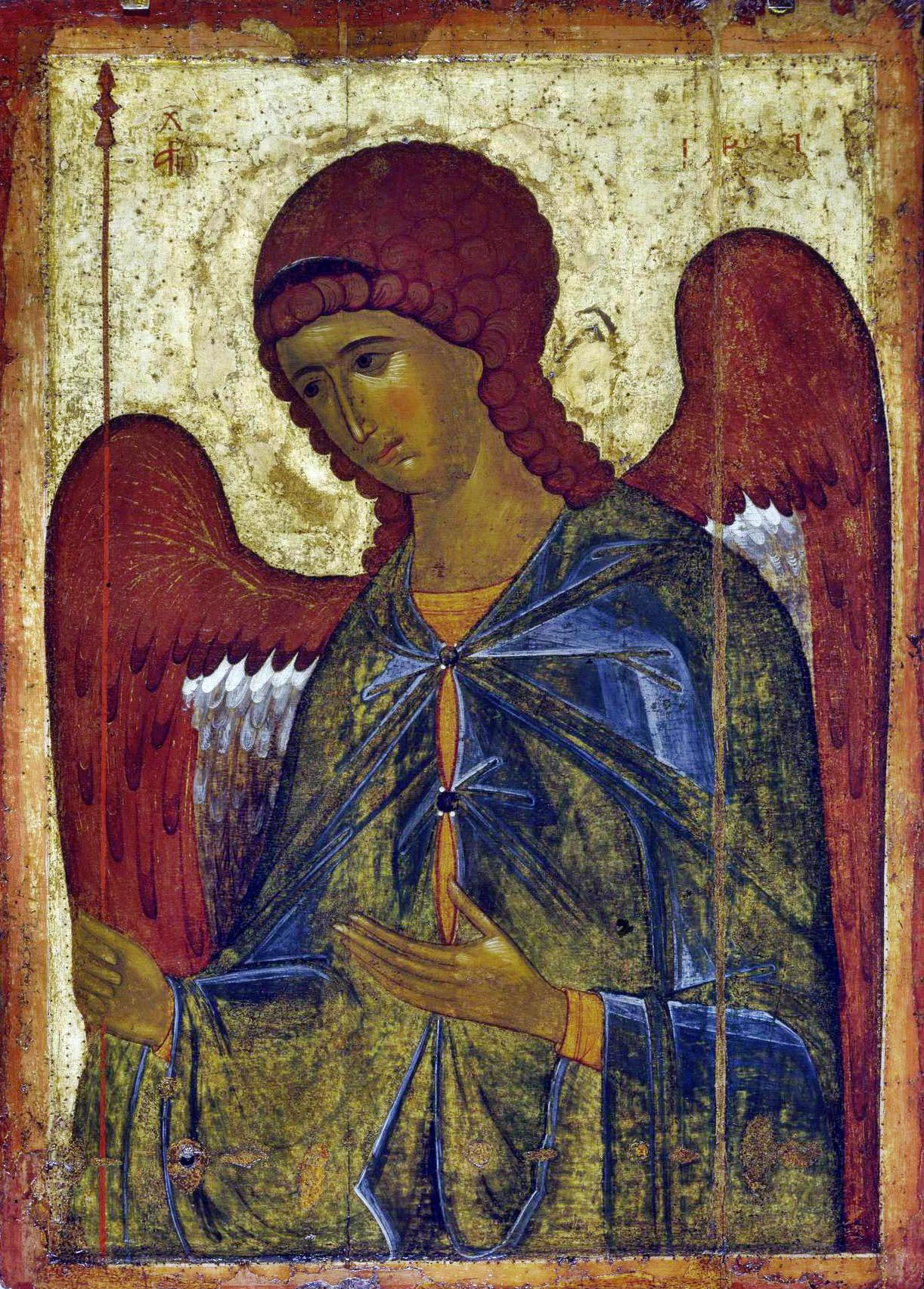
Gabriel avbildad på en bysantinsk ikon.

Ärkeängeln Gabriel (גַּבְרִיאֵל, hebreiska Gavri'el, tiberiansk hebreiska Gaḇrîʼēl, latin Gabrielus, grekiska Γαβριήλ, Gabriēl, arabiska جبريل Jibrīl eller جبرائيل Jibrail, arameiska Gabri-el, bokstavligen "Herre, av Gud", egentligen en Herre, som är "av Gud" eller "Guds kämpe") anses inom de abrahamitiska religionerna vara en ärkeängel och tros tjäna som sändebud från Gud.

## Beskrivning
Gabriel är en av de tre namngivna änglarna i Bibeln. Han framträder för första gången i Daniels bok såsom uttydare av Daniels syner och i Lukasevangeliet som den som förkunnar Johannes döparens och Jesu födelse. Han omnämns även i Henoks bok. Gabriel firas inom katolska kyrkan den 29 september.
Enligt Jesu Kristi Kyrka av Sista Dagars Heliga levde Gabriel sitt dödliga liv som patriarken Noa. Gabriel och Noa betraktas som en och samma individ; Noa anses vara hans jordiska namn och Gabriel hans himmelska.
I konsten avbildas han mestadels i bebådelsescener, där han ofta framställs med en vit liljestängel i handen.
Gabriel nämns även i olika skrifter inom bahá'í-tron, främst i Bahá'u'lláh's mystiska bok Haft-Vádí.
Enligt islam uppenbarades Koranen för den islamiske profeten Muhammed av ärkeängeln Gabriel, som Gud hade sänt.